# 비어트리스 체베트
비어트리스 체베트(영어: Beatrice Chebet, 2000년 3월 5일~)는 케냐의 육상 선수로 주 종목은 장거리 달리기이다. 현재 세계 여자 10000m 달리기 세계 기록을 보유하고 있다. 2024년 하계 올림픽 여자 5000m와 10000m 종목에서 금메달을 획득했으며 단일 올림픽 대회에서 두 종목을 우승한 세 번째 여자 선수가 되었다. 2022년에는 코먼웰스 게임, 2022년 아프리카 선수권 대회, 다이아몬드 리그 5000m 금메달을 획득했고 세계 선수권 대회에서 5000m 은메달을 획득했다. 또한 2023년과 2024년 세계 크로스컨트리 선수권 대회에서 우승을 차지했다.